# 家なき子 (NHK影絵劇)
『家なき子』（いえなきこ）は、1955年4月7日から1955年9月28日までNHKテレビで放送された影絵劇である。

## 概要
劇団かかし座による影絵劇番組枠『連続シルエット』で放送された作品。全26回。

## 放送時間
- 第1回：木曜 18:10 - 18:40
- 第2回 - 第24回：水曜 18:00 - 18:30
- 第25回 - 最終回：水曜 17:00 - 17:30

## スタッフ
- 原作：エクトール・アンリ・マロ『家なき子』
- 訳：山内義雄
- 脚色：中島よしお
- 音楽：武満徹
- 美術：宇佐美忠雄
- 演出：萩原良太郎
- 人形：劇団かかし座

## 声の出演
- 語り手：加藤幸子
- レミ：花井満
- マチア：白井健城
- ドリスコル：川久保潔
- ジェイムス・ミリガン、老漁師：三田松五郎
- アランの母、老婆：中村恵子
- ボップ：木下秀雄
- 老取物、ボップの兄：黒江攸久
- その子：浅尾恭輔